# Сандомирская губерния
Сандомирская губерния (пол. Gubernia sandomierska) — одна из губерний Царства Польского в составе Российской империи, существовавшая в 1837—1844 годах.
Образована в 1837 году из Сандомирского воеводства с центром в Радоме. Территория губернии была идентична территории Сандомирского воеводства. Губерния была разделена на Опатовский, Опочинский, Радомский и Сандомирский уезды. В 1844 году губерния была объединена с Келецкой и получила название Радомской губернии.
Герб губернии в 1837—1844 годах был практически идентичен гербу бывшего воеводства; затем, в 1844—1869 годах, до утверждения нового герба, герб представлял собой комбинацию гербов Сандомирского и Краковского воеводств.

## Органы власти

### Губернаторы
- Тенишев, Николай Иванович — князь, в 1830-х годах был военным начальником (губернатором) Сандомирской губернии и 6 декабря 1839 года произведён в генерал-майоры.